# 拉吉斯拉夫·特罗亚克
拉吉斯拉夫·特罗亚克（捷克語：Ladislav Troják，1914年6月15日—1948年11月8日），斯洛伐克男子冰球运动员。他曾代表捷克斯洛伐克参加1936年和1948年冬季奥林匹克运动会冰球比赛，其中1948年冬季奥运会获得一枚银牌。